# 嚴勵行
嚴勵行（英語：Johnny Yim Lai Hang，1977年8月12日—），亦以英文名Johnny Yim發表作品，香港流行歌曲作曲家、編曲家，並擔任歌曲監製、演唱會音樂總監等多項工作。

## 簡歷

### 早年
嚴勵行早年就讀聖若瑟小學:19，中學階段升上聖若瑟書院，後被安排往加拿大多倫多留學，入讀Senator O'Connor College School。中學畢業後就讀加拿大約克大學，主修數學。自6歲開始學鋼琴彈奏古典樂曲，到今天自學成為流行歌曲監製。他的首次編曲經驗是1996年與朋友參加加拿大中文電台的中文歌曲創作大賽，他們憑《是我》一曲獲得季軍:34-45。後嚴勵行曾與朋友韋景雲、韋雄、許德志組成現場演奏樂隊在萬錦市一家卡拉OK店工作:31-33。回流香港後，他在2004年創作《黑洞》一曲，奪得「第十六屆CASH流行歌曲創作大賽」冠軍，獲得成為全職音樂人的機會。:52-55
初期嚴勵行以編曲為主，至今編曲作品超過數百首而被昵稱為「編曲俠」。近年除編曲外，更兼任創作，歌曲監製和演唱會音樂總監等多項工作。
2008年 8月，嚴勵行、張敬軒於「903 ID Club拉闊變奏廳」首次合作，從此便結下合作之緣，更一直擔任其演唱會音樂總監至今。2011年，嚴勵行擔任張敬軒於九龍展貿中心 Star Hall一連三日舉行的「港樂X張敬軒交響音樂會」的音樂總監，並與80人交響樂團合作。
嚴勵行於「2009年度十大勁歌金曲頒獎典禮」憑為林峯編曲的《如果時間來到》獲頒「最佳編曲獎」。2012年再於「第34屆十大中文金曲頒獎音樂會」憑與張敬軒一起作曲和監製的《P.S. I Love You》獲頒「優秀金曲作曲獎」及為蘇永康編曲的《那誰》獲頒「全球華人至尊金曲獎」。
此外，嚴勵行亦於「2012年度十大勁歌金曲頒獎典禮」憑為鍾嘉欣編監的《預防針》獲頒「最佳歌曲監製獎」。
2014 年，嚴勵行為北京上演的「愛上鄧麗君」音樂劇擔當編曲總監。
為譚詠麟入行四十週年於斯洛伐克灌錄的大碟「銀河歲月」也是由嚴勵行負責監製和編曲。
嚴勵行在「2014年度叱咤樂壇流行榜頒獎典禮」中獲得「叱咤樂壇編曲人大獎」。
在2015年一月開始擔任香港電台第二台的廣播節目「這裡找共鳴」的嘉賓主持，並邀請對自己有影響的嘉賓們作清談訪問。

### 近年
2017年，嚴勵行創辦了「天弦音樂事工 Gsus Music Ministry」, 目的是為提供另類音樂人材招募，培訓，宣傳等等，推動新一代創造新類型的廣東歌曲，把生命與音樂結連。
2021年，嚴勵行為無綫電視大型歌唱唱選秀節目《聲夢傳奇》擔任音樂總監，負責所有音樂的編曲和樂隊領導等等，更為《聲夢》學員主演的音樂歌舞劇集《青春本我》擔任音樂總監，兼客串飾演本我學院小學部校長「莊力賢」一角。2022年，嚴勵行連任《聲夢傳奇2》音樂總監。
2024年3月4日，嚴勵行以個人名義推出半年前婚禮上為太太陳璧沁所寫的首支個人單曲《從那天起》，正式出道成為獨立歌手。

### 家庭與個人生活
據嚴勵行自傳，年幼時與父母、姐姐、外婆、姨姨居於北角；其姨愛好流行音樂；其外公是劍橋大學碩士，曾任職軍艦工程師，在他年幼時已去世。:20-22
嚴勵行生父嚴觀發為二胡演奏家，1977-86年間任香港中樂團弓弦組組長，1980年代中開始粵曲創作，又曾任香島中學（嚴觀發母校）:5、女校聖保祿學校的中樂團導師多年；生母伍嘉敏曾於培僑中學任教英文、中國舞。兩人育有長女Alice及嚴勵行，曾移民加拿大，後離異。嚴、伍兩人皆曾於自述中表示子女由自己獨力撫養。嚴勵行的自傳則沒有提及父母姓名及離異之事，只提到1992年父親決定安排他與姐姐到加拿大留學。:27
嚴觀發後與活躍於1960至70年代的流行曲歌手甄秀儀再婚。伍嘉敏回流香港後開設舞蹈學校，2009年伍嘉敏與時任香港立法會主席、歷任培僑中學數學教師、校長、校監的舊同事曾鈺成再婚。嚴勵行在婚禮上彈奏了一曲《月亮代表我的心》。
2015年10月6日嚴勵行駕駛法拉利跑車，途經跑馬地馬場時發生交通意外。他的酒精呼氣測試為58度，超過法定標準並涉嫌酒後駕駛被捕。審訊期間獲譚詠麟及其繼父曾鈺成等人撰寫求情信，於2016年3月被判罰款$6,200及停牌一年。
2021年8月，女友陳璧沁接受其求婚。陳璧沁為胡琴演奏家，恰與嚴勵行生父背景相同。兩人於2022年進行婚姻註冊，12月初舉行婚禮。

## 音樂作品

### 個人單曲
| 發佈日期 | 曲目         | 作曲   | 填詞   | 編曲   | 監製   | 時長   | 備註 |
| 2024年   | 2024年       | 2024年 | 2024年 | 2024年 | 2024年 | 2024年 | 2024年 |
| -------- | ------------ | ------ | ------ | ------ | ------ | ------ | --- |
| 2月19日  | 我是祢僕人   | 嚴勵行 | 三吉   | 嚴勵行 | 嚴勵行 | 3:56   | 與伙石間合唱 另推出伴唱版本 收錄於EP《救贖的聲音：復活節敬拜》 代表「Gsus Music Ministry」推出                                        |
| 2月19日  | 到那日       | 嚴勵行 | 三吉   | 嚴勵行 | 嚴勵行 | 4:22   | 與ZiON NOiZ合唱 另推出伴唱版本 收錄於EP《救贖的聲音：復活節敬拜》 代表「Gsus Music Ministry」推出                                     |
| 3月4日   | 從那天起     | 嚴勵行 | 嚴勵行 | 嚴勵行 | 嚴勵行 | 3:20   | |
| 3月25日  | 晝夜唱頌     | 嚴勵行 | 三吉   | 嚴勵行 | 嚴勵行 | 3:47   | 與香港基督徒音樂事工協會（HKACM）合唱 另推出伴唱版本 收錄於EP《救贖的聲音：復活節敬拜》 代表「Gsus Music Ministry」推出               |
| 3月25日  | 單單向你     | 嚴勵行 | 三吉   | 嚴勵行 | 嚴勵行 | 4:12   | 與播道會同福堂敬拜隊合唱 另推出伴唱版本 收錄於EP《救贖的聲音：復活節敬拜》 代表「Gsus Music Ministry」推出                            |
| 3月25日  | 好牧人       | 嚴勵行 | 三吉   | 嚴勵行 | 嚴勵行 | 3:34   | 與悅雨音樂（GRM）合唱 另推出伴唱版本 收錄於EP《救贖的聲音：復活節敬拜》 代表「Gsus Music Ministry」推出                               |
| 3月25日  | 恩典         | 嚴勵行 | 三吉   | 嚴勵行 | 嚴勵行 | 3:48   | 與鹹蛋音樂事工合唱 另推出伴唱版本 收錄於EP《救贖的聲音：復活節敬拜》 代表「Gsus Music Ministry」推出                                  |
| 3月25日  | 縱沒法看清   | 嚴勵行 | 三吉   | 嚴勵行 | 嚴勵行 | 3:36   | 與永恆音樂事工（Eternity Music Ministry - EMM）合唱 另推出伴唱版本 收錄於EP《救贖的聲音：復活節敬拜》 代表「Gsus Music Ministry」推出 |
| 3月25日  | 越行越近     | 嚴勵行 | 三吉   | 嚴勵行 | 嚴勵行 | 4:34   | 與Home of Artists、黃劍文合唱 另推出伴唱版本 收錄於EP《救贖的聲音：復活節敬拜》 代表「Gsus Music Ministry」推出                       |
| 3月25日  | 過去今天永遠 | 嚴勵行 | 三吉   | 嚴勵行 | 嚴勵行 | 4:35   | 與The Bridge Music合唱 另推出伴唱版本 收錄於EP《救贖的聲音：復活節敬拜》 代表「Gsus Music Ministry」推出                              |
| 3月25日  | 超出預計的愛 | 嚴勵行 | 三吉   | 嚴勵行 | 嚴勵行 | 3:50   | 與玻璃海樂團合唱 另推出伴唱版本 收錄於EP《救贖的聲音：復活節敬拜》 代表「Gsus Music Ministry」推出                                    |

### 創作作品

#### 2002年
- 郭富城 - 真心女人（曲）
- 郭富城 - 是我（曲／編）
- 鄭敬基 - 沒有預約（曲／編）
- 鄭敬基 - 分手變氣球（曲／編）
- 鄺文珣 - 兩個人的下午茶（曲）

#### 2003年
- 陳松伶 - 生命天使（曲／編／監）
- 陳松伶、林以諾、郭展能 - 生命天使（國）（曲／編／監）
- 陳松伶、林以諾、郭展能 - 生命天使（粵，合唱版）（曲／編／監）
- 謝霆鋒 - 夜光杯（曲）

#### 2004年
- Cookies - 青蛙公主（曲／編）
- 余文樂 - 雷霆傘兵（編）
- 林子祥 - 講笑（編）
- 林子祥- 我們笑（編）
- 林子祥 - 美而廉（編）
- 梁詠琪 - 散心（編）
- 梁詠琪 - 娛樂大家（室樂版）（編）
- 廖雋嘉 - 我不怕輸（編）

#### 2005年
- 李克勤 - 常在你左右（編）
- 李克勤 - 阿李爸爸（編）
- 林　苑 - 情非得已（曲）
- 梁詠琪 - 妝苑（編）
- 郭力行、高皓正、吳卓羲、Sky - 勇者（Tige Hui合編）
- 葉文輝 - 生生不息（曲／編／監）
- 廖雋嘉 - 等等等等（編）
- 廖雋嘉 - 花非花（編）
- 廖雋嘉 - 不要掛（陳澤忠合編）
- 廖雋嘉 - 對牛談情（編）
- 廖雋嘉- 情歌因你動聽（蘇德華合編）
- 廖雋嘉 - 大男生（編）
- 鄧麗欣 - 鈴鼓咖啡店（曲／編）
- 劉日曦 - 想念最苦（編）
- 劉若英 - 學習忘記（曲）
- 陳鍵鋒 - 孩子．讓我愛（編）
- 嚴勵行 - 樂韵飛揚 (港龍航空 樂韵飛揚 BGM)
- 嚴勵行 - 神州之旅 (港龍航空 樂韵飛揚 BGM)
- 嚴勵行 - 乗風之旅 (港龍航空 樂韵飛揚 BGM)
- 嚴勵行 - 奇幻之旅 (港龍航空 樂韵飛揚 BGM)
- 嚴勵行 - 蔚藍之旅 (港龍航空 樂韵飛揚 BGM)

#### 2006年
- 吳雨霏 - 座右銘（編）
- 李克勤 - 情比紙薄（編）
- 李克勤 - 時代廣場（編）
- 李逸朗、蔣雅文 - 少女的祈禱（編／莊冬昕合監）
- 容祖兒 - 不死的真愛（編）
- 張崇基、張崇德 - 愛裡重圓（編／金培達合監）
- 張敬軒 - 騷靈情歌（編）
- 張敬軒 - 無需要太多（編）
- 梁洛施 - 伊莎貝拉（編）
- 梁詠琪 - 請我吃餅乾（編）
- 梁詠琪  - 給大家的情歌（編）
- 陳小春 - 偷渡客（曲／編）
- 陳奕迅 - 新的世界（編）
- 劉德華 - 心照（編）
- 鄭秀文 - 回味無窮（編）
- 鄭嘉穎 - 鄭重聲明（編）
- 鄭　融 - 想入非非（編）
- 鄭　融- 紅綠燈（鍾興民合編）
- 鄭　融 - 融（曲／編／陳少琪合監）
- 鄭　融 - 過馬路（鍾興民合編）
- 鄧婉玲 - 全因有祢（編）
- 鄧麗欣 - 零與零之間（曲／編）
- 鄧麗欣  - 十分．愛（編）
- 鄧麗欣 - 電燈膽（編）
- 鄧麗欣 、方力申 - 十分．愛（編）

#### 2007年
- Eternity Girls - 回家（編／劉港源合監）
- Eternity Girls - I've found your love（編／監）
- Eternity Girls - 尋找Eternity（曲／編／監）
- Eternity Girls- 不說話（曲／編／監）
- Eternity Girls- 有你已經足夠（編）
- Twins - 傷心情歌（Adrian Chan合編）
- Twins  - 絕對遷就（編）
- Twins  - 布拉格之戀（編）
- Twins  - 送豬型鼠（莊冬昕合編）
- 溫　拿 - Stars On 33（編）
- 小　肥 - 天使降臨（編）
- 王菀之 - 重見家圓（編）
- 王友良 - 寧願（編）
- 王友良 - 好想你（編）
- 吳浩康 - 懲罰自己（編）
- 呂　方 - 深情（編）
- 周　蕙 - Darling（編）
- 林　峯 - 愛在記憶中找你（編）
- 林　峯 - 反話（曲／編）
- 泳　兒 - 黑眼圈（編）
- 方力申 - 先苦後甜（編）
- 方力申 - 脆弱的石頭（編）
- 洪卓立 - 愛別等（曲／編）
- 馬國明 - 選擇我（編）
- 容祖兒 - 沒關係（編）
- 容祖兒  - 密友（編）
- 容祖兒  - It's Ok（編）
- 張信哲 - 算（曲／編）
- 張信哲  - 是我非我（曲／編）
- 梁漢文 - 自作聰明（編）
- 梁詠琪 - 未來的未來（編）
- 郭富城 - 舞林正傳（編）
- 郭富城 - 舞林正傳（國）（編）
- 劉德華 - 牧笛（編）
- 劉德華 - 玄之又玄（莊冬昕合編）
- 陳松伶 - 走出昨天（編／監）
- 陳柏宇 - 斷絕來往（編）
- 陳柏宇  - 車匙（莊冬昕合編）
- 陳柏宇  Feat. 黃凱琪 - 斷絕來往（編）
- 陳　豪 - 賜我一死（編）
- 裕　美 - 雪映移城（編）
- 裕　美、范萱蔚 - 一起愛（編）
- 廖碧兒 - I'm so in love with you（編）
- 蔣雅文 - 復仇記（編）
- 鄭嘉穎 - 最美麗的第七天（編）
- 鄭　融 - 東京百貨（編）
- 鄭　融 - 一生中一分鐘（編）
- 鄧麗欣 - 初見（編）
- 鄧麗欣 - 等你約會我（編）
- 鄧麗欣 - 不速之約（編）
- 鄧麗欣 - 我未願意（編）
- 鄧麗欣- 電燈膽（100 Watt）（編）
- 鄧麗欣 - 活到美麗（曲／編）
- 鄧麗欣 - 那些哪些（編）
- 鄧麗欣 - 曇花不現（曲／編）
- 謝安琪 - The ROne & BOnly（編）
- 謝安琪 - 跟我走這世界（編）
- 謝安琪- 開卷之樂（編）
- 關淑怡 - 只得一次（編）
- 關菊英 - 講不出聲（編）

#### 2008年
- 東亞群星 - 最好的朋友（編）
- G.E.M. - 睡公主（編／監）
- HotCha - 旅行的意義（編）
- 王菀之 - 認命（編）
- 王友良 - 紅眼症（編）
- 可　嵐 - 愛麗絲（編）
- 可　嵐  - 感官記憶（編）
- 任賢齊 - 愛你在傷口（編）
- 吳雨霏 - 天橋交匯處（吳雨霏合曲／編）
- 吳浩康 - 真人Show（編）
- 吳浩康 - 前戲（編）
- 吳浩康 - 我可以（編）
- 吳浩康- 火（編）
- 汪明荃 - 愛在天邊（編）
- 林　峯 - 愛不疚（編）
- 林　峯 - 浮生若水（編）
- 林　峯、吳卓羲、陳鍵鋒、馬國明 - 風暴（編）
- 泳　兒 - 最美麗的第七天（編）
- 胡　琳 - 一個人（莊冬昕合編／監）
- 高皓正 - 真心唱歌（編）
- 高皓正 - 點起愛的火（編／監）
- 側　田 - 雲（編）
- 梁漢文 - 囍（編）
- 張敬軒 - 雪花抄（編）
- 莫文蔚 - 回家的路（編）
- 陳柏宇 - Moonlight Express（編）
- 陳詩慧 - 我未夠好（編）
- 陳詩慧- 黑眼圈（編）
- 陳詩慧 - 多得你（編）
- 麥浚龍 - 寫得太多（編）
- 麥浚龍 、倫永亮 - 寫得太多（編）
- 麥浚龍 、倫永亮 - 寫得太多（Too Much Mix）（編）
- 傅　穎 - 誰羨慕像我這樣強的人（編）
- 余翠芝、謝文雅、徐浩邦 - 作樂多端（編）
- 裕　美 - 友達戀人（編）
- 蔡卓妍 - 可愛可不愛（妍語版）（編）
- 蔡卓妍 - 妹妹（編）
- 蔡卓妍 - 60分（編）
- 鄭欣宜 - 直覺（編）
- 鄭欣宜  - 無人完美（編）
- 鄭　融 - 健康教育（編）
- 鄭　融- 還（編）
- 鄭　融 - 問題少女（編）
- 鄭　融 - Whatever Will Be（莊冬昕合編）
- 鄧麗欣 - 中華冷面（莊冬昕合曲／編）
- 鄧麗欣  - 京都之雪（編）
- 鄧麗欣 - 愛與妒忌（編）
- 鍾嘉欣 - 其實我不快樂（編／監）
- 鍾嘉欣 - 有沒有她（編）
- 鍾嘉欣 - 我不快樂（編／監）
- 馬浚偉、鍾嘉欣 - 小故事（編）
- 關智斌 - 白木屋（編）
- 關菊英 - 無心害你（編）
- 關楚耀 - 半夜情（編）
- 鍾欣桐 - 可愛可不愛（桐話版）（編）
- 鍾欣桐 - 你看得見嗎（編）
- 鄭嘉穎、周勵淇 - 抱著空氣（編）

#### 2009年
- 鄧紫棋 - Mascara（Glossy Remix）（莊冬昕合編／監）
- HotCha - 好姊妹（編）
- 小　肥 - 七月十四（編／監）
- 王祖藍 - 跌落凡間的天使（編）
- 古巨基 - 始終會行運（編）
- 江若琳 - 手掌印（編）
- 何韻詩 - 愛無愧（編）
- 吳雨霏 - As The Sun Rises...（曲／編／監）
- 吳雨霏 - 小愛（編）
- 吳雨霏 - Keep Breathing（編）
- 吳雨霏 - For The Better（曲／編／監）
- 周海媚 - 傷愛一生（編）
- 林　峯 - 換個方式愛你（編）
- 林　峯- 如果時間來到（編）
- 林　峯 - 值得流淚（編）
- 冼色麗 - 不想讓你受傷（編）
- 胡杏兒 - 同情分（編）
- 韋　雄 - 根本你不懂得愛我（韋景雲合編）
- 韋　雄 - 結婚（編／監）
- 韋　雄 - 我也害怕孤單（Long Hot Summer Mix）（編）
- 香港群星 - 人人平等（編）
- 徐偉賢 - Never Say Never（編）
- 徐偉賢 - 理想國（編）
- 張智霖、胡杏兒 - 一刀了斷（編）
- 張智霖、胡杏兒 - 愛．過（編）
- 張敬軒 - 留低鎖匙（編）
- 張敬軒 - 故園花茶（編）
- 張敬軒 - Yes & No（莊冬昕合編／張敬軒 合監）
- 梁詠琪 - 禮物（編）
- 梁詠琪 - 愛得起（編）
- 梁詠琪 - 愛得起（國）（編）
- 梁詠琪 - 心魔（編）
- 梁詠琪 - 錯過（編）
- 梁漢文 - 身外物（曲／編）
- 陳立業 - 在我左右（曲）
- 陳法拉 - 絕配的一對（編）
- 陳思彤 - 認認真真（曲／編）
- 陳思彤 - 現在進行式（曲／編）
- 陳柏宇 - 逸後（編）
- 黃婉佩 - 十分鐘（曲／編）
- 樂　瞳 - 短罪（編）
- 蔡卓妍 - Cross Over（編）
- 劉德華 - 最好的朋友（編）
- 劉德華、李　玟、林俊傑、張靚穎、羽　泉、陳綺貞、蕭敬騰 - 微笑上海（編）
- 鄭秀文 - 上帝早已預備（編）
- 鄭秀文  - 不要驚動愛情（編）
- 鄭秀文 - 你愛我（編）
- 鄭秀文  - 你愛我（國）（編）
- 鄭嘉穎、胡杏兒 - 有意（編）
- 鄭　融 - 借（編）
- 鄧芷茵 - 瘋愛（編／監）
- 鄧健泓、郭晉安 - 掩飾（編）
- 鄧麗欣 - 一眨眼（曲／編）
- 鄧麗欣 - 海風（編）
- 錢嘉樂、陳鍵鋒、王祖藍 - 合法搶親（編）
- 鍾欣桐 - 生活在他方（編）
- 鍾嘉欣 - 明爭暗鬥（James Pun合編／監）
- 鍾嘉欣 - 暗示（編／監）
- 鍾嘉欣 - 白羊座的情歌（編／監）
- 羅嘉良 - 差一剎的地老天荒（編）
- 關心妍 - 得意妹（編／監）
- 關淑怡 - 天規（莊冬昕合編／監）
- 關淑怡 - 山水（莊冬昕合編／監）
- 關淑怡- 地盡頭（莊冬昕合編／監）
- 關淑怡- 28日（莊冬昕合編／監）
- 關淑怡- 花鳥（莊冬昕合編／監）
- 關菊英 - 攻心計（編）

#### 2010年
- J-Twins - My Dear Friend（監）
- Super 4 - 不枉（編）
- HotCha - 不愛也是一種愛（編）
- Twins - 成長（編）
- Twins  - 成長（國）（編）
- 古巨基 - 義海豪情（編）
- 何韻詩 - 愛作戰（編）
- 吳若希 - 錯過了（編／監）
- 李克勤 - 罪人（編）
- 東亞群星 - 在歲月飛揚（編）
- 林　峯 - 我們很好（編）
- 林　峯  - 所謂理想（編）
- 林　峯  - 直到你不找我（編）
- 林　峯  - 同謀（編）
- 林　峯  - 我們很好（國）（編）
- 林　峯 - 不想讓你失望（編）
- 容祖兒 - 飛（編）
- 恭碩良 - 月球人（恭碩良合編）
- 馬浚偉 - 心竅（編）
- 張敬軒 - 攝氏零度（編／張敬軒合監）
- 張敬軒- 婚紗背後（編／張敬軒合監）
- 張敬軒 - Yes & No（Summer Version）（編／監）
- 張敬軒 - Deadline（編／張敬軒合監）
- 張敬軒 - P.S. I Love You（張敬軒合曲／監／編）
- 張敬軒 - Deadline（Why Not A Remix）（編／張敬軒合監）
- 張敬軒、麥家瑜 - 石徑（編）
- 張　蓮 - 我是黑夜你是白天（編／監／馮彥中合曲）
- 梁雨恩 Feat. 方家煌、彭紀諺 - 晴天霹靂（褚鎮東合編）
- 梁詠琪 - 岸處風光（編）
- 梁詠琪- 女兒雄（編）
- 梁詠琪 - 一刻擁友（編）
- 梁詠琪 - 畫出彩虹（編）
- 陳慧琳 - 創造曙光（編）
- 楊千嬅 - 初見（編）
- 楊千嬅 - 未完的歌（編）
- 樂　瞳 - 空氣人形（編）
- 蔡卓妍 - 愛贏才會拼（編）
- 蔡卓妍 - 大風暴（編）
- 蔡卓妍- 放手（編）
- 蔡卓妍 - 未來未必來（編）
- 鄭中基 - 我愛平底鍋（編）
- 鄭秀文 - 上帝早已預備（國）（編）
- 鄭秀文  - 不要驚動愛情（國）（編）
- 鄭欣宜 - 有故事的人（編／監）
- 鄭欣宜  - 夢飛行（國）（編／監）
- 鄭　融、鍾嘉欣 - 愛得起（編／監）
- 鄧芷茵 - 不認得你（編／監）
- 鄧麗欣 - High Heels（曲／編）
- 鍾欣桐 - 天后站出發（編）
- 鍾欣桐 - 橙路（編）
- 鍾欣桐- 浪花上的人（編）
- 鍾欣桐 - 心靜自然強（編）
- 關心妍 - 夢飛行（編／監）
- 關心妍- 自己的童話（編／監）
- 關心妍- Take Me There（編／監）
- 關菊英 - 萬千寵愛（編）

#### 2011年
- BOYZ - Sexy Body（編）
- Gin Lee - 廢話少說（Remix）（編）
- HotCha - 未習慣（編）
- HotCha- 禮物街（編）
- Twins - 他不適合你（編）
- 文恩澄 - 怪獸愛侶（監）
- 吳雨霏 - 肌膚之親（編）
- 吳雨霏  - Love More（編）
- 吳若希、許廷鏗 - 知己（編／監）
- 吳若希、許廷鏗 - 知己（國）（編）
- 曾路得 - 相處之道（編）
- 李美慧 - 心事（編／監）
- 李溪芮 - 你唱過的歌（編）
- 林欣彤 - Take Me Through（編／鄧智偉合監）
- 林欣彤 - 上善若水（編）
- 林　峯 - 讓我愛你一小時（編）
- 林　峯 - 換個方式愛你（國）（編）
- 林　峯 - 長假期（編）
- 林　峯 - 試煉（編）
- 林　峯 - 我很痛（編）
- 韋　雄 - 數碼回憶（編）
- 韋　雄- 工體北門5:00AM（編）
- 韋　雄- 愛不下去（編）
- 韋　雄- 愛與痛的邊緣（編／陳少琪、韋　雄合監）
- 韋　雄 - 我的愛（編／陳少琪、韋　雄合監）
- 韋　雄 - 數碼回憶 (國)（編）
- 韋　雄、陳潔麗 - 認定（編／監）
- 張敬軒 - 壯舉（張敬軒合曲／監／編）
- 張敬軒 - 只是太愛妳（編／張敬軒合監）
- 張敬軒 - Stop The Time（Orchestral Version）（張敬軒合曲／監／編）
- 張德蘭 - 朝花夕拾（編）
- 梁漢文 - 我怕我會愛上你（編）
- 許廷鏗 - 螞蟻（編／監）
- 許廷鏗 - 出走（編／監）
- 許廷鏗 - 殘忍（編／監）
- 許廷鏗 - Be My Love（編／監）
- 許廷鏗 - 他不好（編／監）
- 許廷鏗 - 臨時演員（編／監）
- 許廷鏗 - 逃犯（編）
- 許廷鏗 - 螞蟻（國）（編）
- 許廷鏗 - 上善若水（編）
- 許　嵩 - 微博控（編）
- 陳柏宇 - 尊嚴（編）
- 陳潔靈 - 刀槍不入（編）
- 黃宗澤 - 上善若水（編）
- 劉德華 - 無心快意（蔡曉恩合編）
- 劉　璇 - 回見（編）
- 鄭欣宜 - 半份關心（編／監）
- 鄭欣宜 - 兄弟（編／監）
- 鄭欣宜 - 說不清（編／監）
- 鄭欣宜 - 愛沒如果（編／監）
- 鄭欣宜- 渺小（編／監）
- 鄭欣宜 - 配角（編／監）
- 鄭欣宜 - 上心（編／監）
- 鄭欣宜 - 無權愛我（編／監）
- 鄭欣宜- Make Me Cry（編／監）
- 鄭欣宜- 配角（國）（編／監）
- 鄭　融 - 四季（編）
- 糖兄妹 - 別煩著我（編／監）
- 蕭敬騰 - 悲愛（編）
- 鍾欣桐 - 你會幸福的（編）
- 鍾舒漫 - 八米厘（編）
- 鍾嘉欣 - I'll Be Waiting For You（監）
- 鍾嘉欣 - 愛得起（編／監）
- 鍾嘉欣、吳卓羲 - 傷城記（編）
- 關菊英 - 浮雲（編）
- 關菊英 - 遺忘了以往（編）
- 關菊英 - 舉世無雙（編）
- 關菊英- 各安天命（編）
- 蘇永康 - 那誰（編）
- 群　星 - 不要輸給心痛（編）

#### 2012年
- As One - Catch Me Up（曲／編）
- As One  - Red Hot Hits 2013（編）
- Gin Lee - 我不是你的觀賞魚（編）
- Super Girls - 愛情潛水（編／監）
- 文恩澄、陳國峰 - 地獄式戀愛（編／監）
- 王祖藍、泳兒、張致恒、鍾舒漫、許靖韻、馮允謙、梁雨恩、張彦博 - 聖誕聯歡會（編）
- 古巨基 - 戀無可戀（編）
- 曲婉婷、丁当、吉克隽逸、鄧紫棋 - 無處不樂 （編）
- 江若琳 - 水火不容（編／監）
- 江若琳 - 我們都傻（編／監）
- 吳雨霏 - 我願意（編）
- 吳若希 - 第一天失戀（編／監）
- 吳若希 - 我沒有傷心（編／監）
- 吳若希 - 第一天失戀（國）（編）
- 吳若希- 我不會傷心（編）
- 李克勤 - 鑽石人生（編）
- 杜麗莎 - 愛的根源（編／監）
- 周麗淇、謝天華 - 愛從心（編）
- 林欣彤 - 三生有幸（編）
- 林欣彤 - 向玻璃鞋說再見（編）
- 林　峯 - 等你回來（編）
- 林　峯 - 幼稚完（編）
- 林　峯 - 同林（編）
- 胡鴻鈞 - 原諒（編／監）
- 胡鴻鈞  - 失控（編／監）
- 胡鴻鈞  - 真心喜歡你 所以流眼淚（編／監）
- 胡鴻鈞  - 言不由衷（編／監）
- 容祖兒 - 連續劇（編）
- 張敬軒 - Stop The Time（張敬軒合曲／監／編）
- 張敬軒 - 井（張敬軒合曲／監／編）
- 張敬軒 - 井（Piano Version）（張敬軒合曲／監／編）
- 張敬軒- 我和秋天有個約會（編／張敬軒合監）
- 張敬軒 - 蟬（編／張敬軒合監）
- 張敬軒- 結果（編／張敬軒合監）
- 張靚穎 - 畫心II（編）
- 梁詠琪 - 我知道我不夠完美（編／梁詠琪合監）
- 梁漢文 - 在心中（編）
- 許廷鏗 - 誤解（編／監）
- 許廷鏗 - 不愛不恨（編／監）
- 許廷鏗  - 放開（編／監）
- 許廷鏗 - 蝸居（編／監）
- 許廷鏗 - 歲月（編／監）
- 許廷鏗 - 光害（監）
- 許廷鏗  - 雨傘（編／監）
- 許廷鏗  - 小島（編／監）
- 許廷鏗  - 青春頌（編／監）
- 許志安 - 牛仔（編）
- 陳法拉 - 一半（編／監）
- 陳法拉- 贖罪（編／監）
- 陳法拉 - 奮不顧身（編／監）
- 曾國琿 - 留給這世上我最愛的人（編）
- 楊千嬅 - 親（編）
- 鄭欣宜 - Miss You（編／監）
- 鄭欣宜 - 擁抱愛（編）
- 鄭　融 - 斷片（編／監）
- 鄭　融 - I Just Wanna Dance（Jonnic Lee Thompsett合編／監）
- 鄭　融  - 漸漸（曲／編／監）
- 孙　楠 - 幸福牵手（编）
- 蕭正楠 - 從未在意（編）
- 薛凱琪 - Better Me（編）
- 薛凱琪  - 此時此刻（編）
- 鍾嘉欣 - 你是我的一半（張家誠合編／監）
- 鍾嘉欣 - 預防針（編／監）
- 鍾嘉欣 - 最幸福的事（編）
- 鍾嘉欣 - 原諒我是我（編／監）
- 鍾嘉欣 - 落差（編／監）
- 鍾嘉欣 - 你是我的一半（國）（張家誠合編）
- 鍾嘉欣 - 最幸福的事（劇場版）（編）
- 羅力威 Feat. LLV - 雙子情歌（編）
- 羅力威、容祖兒 - 雙子情歌（編）
- 羅敏莊 - 美麗傳奇（New Version）（編）
- 譚詠麟 - 假如（編／監）
- 譚詠麟、杜麗莎 - 至少還有你（編／監）
- 譚詠麟、杜麗莎  - 無情的情書（編／監）
- 譚詠麟、杜麗莎 - Time After Time（編／監）
- 譚詠麟、杜麗莎  - (Everything I Do) I Do It For You（編／監）
- 譚詠麟、杜麗莎  - I Honestly Love You（編／監）
- 譚詠麟、杜麗莎  - Baby It's You（編／監）
- 譚詠麟、杜麗莎 - You Make Me Feel Brand New（編／監）
- 譚詠麟、杜麗莎  - Wonderful Tonight（編／監）
- 譚詠麟、杜麗莎  - 重投再愛（編／監）
- 譚詠麟、杜麗莎 - 得過不且過（編／監）
- 關心妍 - 不要廢話（編／監）
- 關淑怡 - 陀飛輪（編／監）
- 關淑怡 - 相濡以沫（編）
- 蘇永康 - 破繭（編）

#### 2013年
- AGA - 問好（編）
- Gin Lee - 我說（編）
- 小　肥 - 高登歌（編）
- 王菀之 - 如果這是情（馮翰銘合編）
- 左麟右李 - 男人的歌（編／監）
- 左麟右李  - 左顧右盼（編）
- 何雁詩 - 淚如鐵（編／監）
- 吳若希 - 我懂了（編／監）
- 吳若希 - 沒結果（編／監）
- 吳若希  - 無所謂（編）
- 吳若希 - 我明白（編）
- 周麗淇 - 愛從心（編）
- 林欣彤 - 一千零一次人生（編）
- 胡鴻鈞 - 啞忍（編／韋景雲合監）
- 張敬軒 - 完全因你（編／張敬軒 合監）
- 張敬軒 - 夜機（編／張敬軒合監）
- 張敬軒 - 風花雪（編／張敬軒合監）
- 張敬軒 - 假的戀愛（編／張敬軒合監）
- 張敬軒 - 值得（編／張敬軒合監）
- 張敬軒 - 親密愛人（編／張敬軒合監）
- 張敬軒 - 未知（編／張敬軒合監）
- 張敬軒 - 滴汗（編／張敬軒合監）
- 張敬軒 - 少女的祈禱（編／張敬軒合監）
- 張敬軒 - 不捨也為愛（編／張敬軒合監）
- 張敬軒- 是時候放鬆一下（編／張敬軒合監）
- 梁漢文 - 用力一抱（編）
- 許廷鏗 - 登對（編／監）
- 許廷鏗 - 等一等（編／監）
- 許廷鏗 - 青春頌（國）（編／監）
- 陳慧敏 - 自拍（編）
- 陳慧敏 - 自救（編）
- 陳慧敏、小　肥 - 自拍（合唱版）（編）
- 樂　瞳 - 小心愛情（編／監）
- 樂　瞳  - 雨愛（編／監）
- 樂　瞳  - 只怪是我不好（編／監）
- 鄭秀文 - From Ashes to Beauty（編）
- 鄭欣宜 - 知錯（編／監）
- 鄭欣宜 - 情傷（編／監）
- 鄭欣宜 - 寵物牠（編／監）
- 鄭欣宜 - 笑能量（編／監）
- 鄭欣宜- 我不會後悔（編／監）
- 鄭欣宜 - 失戀（編／監）
- 鄭　融 - 皇金拳賽（編／監）
- 薛凱琪 - 「告別我」（編）
- 羅力威 - 不平安夜（編）
- 羅力威 - 彩虹橋（編）
- 羅力威- 如果說不愛你（編）
- 羅敏莊 - 只有祢永恆的主（編）
- 羅敏莊 - 美麗傳奇（編）
- 羅敏莊- 星月共眠（編）
- 譚詠麟 - 公主大人（編／譚詠麟合監）
- 譚詠麟 - 循環天地間（編／譚詠麟合監）
- 譚詠麟 - 點點天地心（編／譚詠麟合監）
- 譚詠麟 - 相信便可以（編／譚詠麟合監）
- 譚詠麟 - 708090轉 Medley（編／譚詠麟合監）
- 譚詠麟 - 708090轉 Medley A（編／譚詠麟合監）
- 譚詠麟 - 708090轉 Medley B（編／譚詠麟合監）

#### 2014年
- AGA - 一（編）
- C AllStar - 家書（編）
- 小　肥 - 有甚麼事（編）
- 何雁詩、張子 - 線上情歌（編）
- 何雁詩 - 眼淚（編）
- 吳若希 - 越難越愛（編／何哲圖、韋景雲合監）
- 吳若希 - 越難越愛（國）（編）
- 岑日珈 - 小動作（Jonnic Lee Thompsett合編／監）
- 林師傑 - 不再說謊（編／何哲圖合監）
- 雨　僑 - 戀無可戀（編）
- 洪卓立 - 是愛情（編）
- 洪卓立  - 相識以後（編）
- 馬浚偉 - 默然（編／監）
- 馬浚偉 - 爸士（曲／編／監）
- 馬浚偉 - 天意（編／監）
- 馬浚偉 - 右手不知道（編／監）
- 馬浚偉 - 爸士（國）（曲／編／監）
- 馬浚偉、陳法拉 - 非戀之情（曲／編／監）
- 張敬軒 - 青春常駐（張敬軒合曲／監／編）
- 張敬軒 - I Need You（編／張敬軒合監）
- 張敬軒 - 靈魂相認（張敬軒合曲／監／編）
- 張敬軒- 最卑微的願望（編／張敬軒合監）
- 張敬軒 - 青春常駐（Reprise）（張敬軒合曲／監／編）
- 張敬軒 - 家園（張敬軒合曲／監／編）
- 張敬軒 - 一天（編／張敬軒合監）
- 張敬軒 - 笑忘書（Live in Passion 2014 Studio Edition）（編）
- 張敬軒 - 酷愛（Live in Passion 2014 Studio Edition）（編）
- 張學友 - 時間有淚（編）
- 許廷鏗、黃天頤 - 約誓‬（編／監）
- 許志安 - 時代廣場‬（編）
- 許志安  - 你的男人（編）
- 陳志嘉 - 五十年後（編）
- 陳志嘉 - 愛情浩瀚（編／監）
- 陳志嘉 - 五十年後 深愛不移（編）
- 彭永琛 - 琥珀（編）
- 群　星 - We Are The Only One（譚詠麟、李克勤、韋景雲合監）
- 鄭俊弘 - 地方（編／監）
- 鄭俊弘- 前程錦繡（編／監）
- 鄧婉玲 - 神蹟（編）
- 鄧麗欣 - 戒心（編）
- 蕭正楠 - 轟天動地（編／何哲圖合監）
- 鍾嘉欣 - 大愛（編／何哲圖合監）
- 羅力威 - 少年遊（曲／編／監）
- 羅孝勇 - Your Love（監）
- 羅孝勇 - 我不唱慘情歌（編／監）
- 羅孝勇 - 愛怎說起（編／監）
- 關淑怡、林欣彤 - 星斗群（編／監）
- 關菊英 - 真實謊言（編／監，何哲圖合監）
- 蘇永康 - 潮流（編）
- 謝文欣 - 雲端（編／監）

#### 2015年
- AGA - 認（編）
- C AllStar - 少年宮（編）
- ETERNITY - 最後的一天（編）
- 池　希 - 我會好的（I'll be alright）（編）
- 池　希 - 慈禧不是我（編／監）
- 吳若希 - 我們都受傷（編／何哲圖合監）
- 岑日珈 - I Wanna Be Carefree（Jonnic Lee Thompsett合編／監）
- 李克勤 - 你最重要（編／譚詠麟合監）
- 林子祥 - 粵唱越響（編／林子祥 合監）
- 林子祥  - 佐治地球40年(最愛版)（編／監）
- 林子祥  - 佐治地球40年(狂唱版)（編／林子祥 合監）
- 雨　僑 - 糖衣（編）
- 胡鴻鈞 - 明知故犯（編／監）
- 梁雨恩 - 足印（編／監）
- 許廷鏗  - 絕口不提（編／監）
- 許廷鏗 - 向幸福出發‬（編／監）
- 連詩雅 - 大了一歲（編）
- 陳慧敏 - 空殼（編）
- 馮允謙 - 年月匆匆（編）
- 馮允謙 - 真得不似是真（編）
- 溫　拿 - 溫拿精神（監）
- 鄒文正 - On My Mind（監）
- 鄭欣宜 - 給最開心的人（編／監）
- 鄧麗欣 - 分手的情書（編）
- 鍾舒祺 - 心嚎（編／監）
- 鍾舒漫 - 沉默的對話（編／監）
- 鍾嘉欣 - 不顧一切（編／何哲圖合監）
- 鍾舒漫、鍾舒祺  - 1111（監／Jonnic Lee Thompsett合編）
- 鍾嘉欣 - 我不夠好（編／監）
- 譚詠麟 - 忘不了你（監）
- 譚詠麟 - 一首歌一個故事（監）
- 譚詠麟 - 情憑誰來定錯對（監）
- 譚詠麟 - 披著羊皮的狼（編／監）
- 譚詠麟 - 傲骨（編／監）
- 譚詠麟- 愛念（編／監）
- 譚詠麟- 點點天地心（編／監）
- 譚詠麟 - Autumn Romance Medley - 情兩牽／無邊的思憶／吻別／最愛的你（監）
- 譚詠麟 - Summer Breeze Medley － 黃昏的聲音／再見亦是淚／情人／雨絲情愁／愛的替身（編／監）
- 融僑文化劇場之音樂劇 《啊！鼓岭！》－ 總編曲
- 顧芮寧 - 隨心流浪（編／監）

#### 2016年
- AGA - 孤雛（編）
- AGA、Gin Lee - 獨一無二（編）
- HANA - 七歲（監／鍾楚翹合編）
- J.Arie - 愛的履歷（編／監）
- 王梓軒 - 平常心（編）
- 岑日珈 - 仙氣（監）
- 李卓庭 - 最後的一天（編）
- 吳若希 - 找個離開你的理由（編／何哲圖合監）
- 吳若希 - 最後一次分手（編）
- 何雁詩 - 只想可以跟你走（編／何哲圖合監）
- 谷　微 - 安守本份（編／何哲圖合監）
- 谷　微 - 聽海（何哲圖合監）
- 林欣彤 - 懸崖花（編）
- 胡鴻鈞 - 命運的意外（何哲圖合監）
- 張敬軒 - 風起了（編）
- 張敬軒 - 你救哪一個（編）
- 張敬軒 Feat. MC Jin - 羅賓（CP Up version）（監）
- 陳明憙 - 1064°C（編）
- 陳展鵬 - 誰可改變（編／何哲圖合監）
- 陳展鵬、胡定欣 - 從未知道你最好（鍾楚翹合編）
- 馮允謙 - 把眼淚握在手裡（編）
- 馮允謙  - 葡萄釀的淚（編）
- 溫　拿 - 慶幸一起（溫　拿合監）
- 鍾舒漫 - 這首歌的名字是秘密（謝浩文、鍾舒漫合監）
- 鍾舒漫 - 破鏡重圓（謝浩文、鍾舒漫合監）
- 鍾舒漫 - 紮孖辮（謝浩文、鍾舒漫合監）
- 鍾舒漫- 放開鏡頭（謝浩文、鍾舒漫合監）
- 鍾嘉欣 - 我的愛情無疾而終（編／監）
- 關心妍 - 空心人（編）
- 顧芮寧 - 在何處奔跑（編／監）
- 顧芮寧- 多想你愛我（編／監）
- 顧芮寧 - 期待（編／監）
- 顧芮寧 - 能不能（編／監）
- 顧芮寧 - 自救（編／監）
- 顧芮寧 - 撐過黑暗（監）
- 顧芮寧 - 分享笑臉（編／監）

#### 2017年
- Bingo - I Know What You Want（監）
- HANA - 忘記我自己（編）
- 伍富橋 - 不只是朋友（編／何哲圖合監）
- 何弘軒 - 是我的錯（編／監）
- 何雁詩 - 太想討好你（編／監）
- 何雁詩 - 三人行（編／監）
- 吳若希 - 別再記起（編）
- 吳若希 - 泣血薔薇（編／何哲圖合監）
- 李克勤 - 友情歲月（編／監）
- 李克勤- 單車（編／監）
- 李克勤 - 愛是永恆（編／監）
- 李克勤 - 霧之戀（編／監）
- 李克勤- 遙遠的她（編／監）
- 李克勤 - 當我知道你們相愛（編／監）
- 沈震軒 - 打不死（編／監）
- 沈震軒 - 我很好（編／監）
- 沈震軒 Feat. 周麗淇 - 我真的很好（編／監）
- 胡鴻鈞、何雁詩 - 二缺一（編／監）
- 區瑞強、吳岱融 - 水霞·風雲（編／監）
- 鄭俊弘 -  迷（編／何哲圖合監）
- 鄭俊弘  -  地盡頭（編／何哲圖合監）
- 謝霆鋒、鍾鎮濤 - 漫漫人生路（編／鍾鎮濤合監）
- 鍾舒漫 - 從不信自己（編／監）
- 羅力威 - 日落大道（編）
- 譚詠麟、A-Lin - 遊子（編／譚詠麟合監）
- 譚詠麟 - 星夜的呼喚（編／譚詠麟合監）
- 譚詠麟、Gin Lee - 型人道（曲／編／譚詠麟合監）
- 譚詠麟、丁　噹 - 強求好嗎（編／譚詠麟合監）
- 譚詠麟、五月天 - 脫胎換骨（譚詠麟、五月天合監）
- 譚詠麟、孫　楠 - 地球人醒來吧（編／譚詠麟合監）
- 譚詠麟、張學友 - 觀（編／譚詠麟合監）
- 譚詠麟、許冠傑 - 阿Sam與阿Tam（編／監）
- 譚詠麟、陳奕迅 - 明天何其多（譚詠麟合監）
- 譚詠麟、陳潔儀 - 等一個可能（編／譚詠麟合監）
- 譚詠麟、劉德華 - 簡單是福（編／譚詠麟合監）
- 譚詠麟、譚維維 - 強者背後（編／譚詠麟合監）
- 關菊英 - 我本無罪（編／何哲圖合監）
- 蘇永康 - 對你愛不完（編）

#### 2018年
- AGA - 自由（Radio Version）（Jim Ling合編）
- HANA - 回到以前（《棟仁的時光》片尾曲，編）
- HANA - 只想與你再一起（《再創世紀》片尾曲，編）
- HANA - 從未說起（《跳躍生命線》片尾曲，編）
- 吳岱融 - 回去愛你十億秒（編／監）
- 吳岱融 - 風大浪大（編／監）
- 岑日珈 - Time To Go（監）
- 林子祥 - 有了你（編）
- 胡定欣 - 無悔無愧（《宮心計2深宮計》主題曲，編）
- 胡鴻鈞 - 太難開始（《救妻同學會》片尾曲，編）
- 張可盈 - 鐵牆（監）
- 許芯悅 - 給您的直播（編／監）
- 群　星 - 我們的夢（編／譚詠麟合監）
- 葉蒨文 - 畫出彩虹（編）
- 葉蒨文 Feat. 林子祥 - 疾風（編）
- 鄭秀文 - 千年如一日（編）
- 謝文欣 - 若無其事（編）
- 譚詠麟 - 天堂的火花（編／譚詠麟合監）
- 譚詠麟 - 天塌下來也能睡（編／譚詠麟合監）
- 譚詠麟- 移動人（編／譚詠麟合監）
- 譚詠麟 - 回來以後（編／譚詠麟合監）
- 譚詠麟- 濁世漩渦（編／譚詠麟合監）
- 譚詠麟 - 光影約誓（編／譚詠麟合監）
- 譚詠麟 - 廢青（編／譚詠麟合監）
- 譚詠麟- 大大世界小小愛（編／譚詠麟合監）
- 譚詠麟 - 你不會知（編／譚詠麟合監）
- 譚詠麟 - 大氣（編／譚詠麟合監）
- 譚詠麟 - 父親（編／譚詠麟合監）

#### 2019年
- AGA - Tonight（編）
- HANA - 鋼鐵有淚（《鐵探》主題曲，編）
- JW - 逃生門（編）
- 林欣彤 - 失戀的人站起來（編）
- 容祖兒 - 明月（《包青天再起風雲》片尾曲，編）
- 吳若希 - 愛情無價（《街坊財爺》片尾曲，編）
- 張可盈 - 一生中最愛（編、監）
- 葉冬賢 - 無所不能（編、監）
- 鄭俊弘 - 鐵石心腸（《鐵探》主題曲，編）
- 戴祖儀 - 天光前分手（《多功能老婆》插曲，編）
- 譚詠麟、Gin Lee - 千變萬化（編／譚詠麟合監）
- 譚詠麟、Yan Ting - 自然不是罪名（編／譚詠麟合監）
- 譚詠麟、符致逸 - 尋找彼得潘（編／譚詠麟合監）
- 譚詠麟、陳逸璇 - 忘憂吧（編／譚詠麟合監）
- 譚詠麟、麥家瑜 - 某月某日會OK（鍾楚翹合編／譚詠麟合監）
- 譚詠麟、趙浚承 - 男人的浪漫（鍾楚翹合編／譚詠麟合監）
- 鍾嘉欣 - 做你的晨曦（監／鍾楚翹合編)
- 羅力威 - 星光（編）

#### 2020年
- HANA - 如果你明白（《機場特警》片尾曲，編）
- HANA - 我未能忘掉你（《降魔的2.0》片尾曲，編）
- HANA - 不能放手（《使徒行者3》片尾曲，編）
- HANA - 沒完沒了（編）
- 伍富橋 - 不知道妳的好（編／監）
- 吳若希 - 沒有你並無掛念（《那些我愛過的人》插曲，編）
- 李靖筠 - 高攀愛（編）
- 李靖筠、陳家樂 - 高攀愛（合唱版）（編）
- 林　峯 - 無人問我（《使徒行者3》主題曲，編）
- 胡鴻鈞 - 凡人不懂愛（《降魔的2.0》插曲，編）
- 張可盈 - 一生何求（編／監）
- 張雅卓 - 原來我們可以（編）
- 許靖韻 - 我們都錯（編）
- 鄭俊弘 - 快閃（《黃金有罪》主題曲，編）
- Misia - 秋意濃（《歌手·當打之年》，編）
- NMB48 吉田朱里 - 最喜歡的花（《一番好きな花》曲/編）
- 關心妍 - 時刻（編／監）

#### 2021年
- HANA - 秘密花園（《逆天奇案》插曲，編）
- HANA - 不相信別人（《刑偵日記》片尾曲，編）
- HANA  - 我會害怕（《星空下的仁醫》片尾曲，編）
- JW - 我不想別離（《陀槍師姐2021》主題曲，編）
- RU - 愛後餘生（編）
- RU- 如果有一天（編）
- 吳若希 - 錯的一天（《伙記辦大事》片尾曲，編）
- 谷婭溦 - 習慣（《陀槍師姐2021》片尾曲，編）
- 谷婭溦 - 不敢開口（《星空下的仁醫》插曲，編）
- 谷婭溦 - 魂繞夢牽（《驪歌行》片尾曲，編）
- 林欣彤 - 不如憎你（編）
- 林　峯 - 唱情歌的人（編）
- 胡鴻鈞 - 逆襲（《逆天奇案》主題曲，編）
- 胡鴻鈞 - 明知故犯《把關者們》片尾曲，（編／監）
- 連詩雅 - 太在意（《刑偵日記》插曲，編）
- 陳展鵬 - 真愛配方（曲／編／監）
- 趙浚承 - 戀愛第二（編）
- 鄭秀文 - 重生的心聲（編／蔡德才合監）
- 戴祖儀 - 敢愛敢恨（《陀槍師姐2021》插曲，編）
- 聲夢傳奇參賽者 - 造夢時學會飛行（《聲夢傳奇》主題曲，編）
- 謝高晉 - 一對受害人（編）
- 關心妍 - 腍（編／監）
- 關心妍- 那些傷我也有過（編／監）
- 譚嘉儀 - 相聚太短（《驪歌行》主題曲，編）
- 何晉樂、冼靖峰 - 青春本我（《青春本我》主題曲，編、監）
- 全劇主要演員 - 快啲快啲（《青春本我》插曲，曲、編、監）
- 文凱婷、林君蓮、潘靜文、詹天文、鍾柔美 - 自我推介（I Me Mine Myself）（《青春本我》插曲，曲、編、監）
- 鍾柔美 - 傻人（《青春本我》插曲，編、監）
- 張馳豪、冼靖峰、何晉樂、劉展霆、李紹堅 - 兄弟幫（BroMance Dance Version） （《青春本我》插曲，監）

#### 2022年
- AGA - Tomorrow（編）
- HANA - 天荒不老（《鐵拳英雄》片尾曲，編）
- 文凱婷、張馳豪 - 別難過（國語） （《青春本我》插曲，監）
- 吳若希 - 五味回憶（《尚食》主題曲，編）
- 呂　方、譚嘉儀 - 雪山飛狐（飛狐外傳》主題曲，編、監）
- 谷　旻 - 滾回你的前度（編、監）
- 谷　旻- beside you（編、監）
- 林君蓮 - N.F.T.（編、監）
- 炎明熹 - 複雜（《青春本我》插曲，編、監）
- 炎明熹 - 一水兩方（《回歸》主題曲，編）
- 炎明熹 - 焰（編、監）
- 炎明熹、姚焯菲、鍾柔美 - #即影即友（《青春本我》插曲，編、監）
- 姚焯菲 - 靈魂伴侶（《青春本我》插曲，編、監）
- 洪韻騏 - 透光 （《黑金風暴》宣傳曲，編）
- 張馳豪 - 色彩背面（《十八年後的終極告白2.0》主題曲，編）
- 陳展鵬 - 同路（《鐵拳英雄》主題曲，編）
- 彭家麗 - 是不是這樣的痛過人才算真正的成長過（編）
- 譚詠麟 - 莫名的淚（編／譚詠麟合監）
- 譚詠麟、炎明熹 - 明天仍要繼續（編、監）
- 鄭俊弘 - 天不會錯（《法證先鋒V》主題曲，編）

#### 2023年
- AGA - Miss u Goodbye（編）
- 吳業坤 - 離場沒理由（《隱形戰隊》插曲，編）
- 谷　旻 - 逃（編、監）
- 谷婭溦 - 不會道別（《你好，我的大夫》插曲，編）
- 周吉佩 - 梁山伯的華爾茲（《羅密歐與祝英台》片尾曲，編）
- 炎明熹 - 回甘（曲）
- 張振朗、潘靜文 - 似夢迷離（編）
- 張敬軒 - 隱形遊樂場（編、監）（錄音室版本、London's Blueprint）
- 張馳豪 - 隱形火（《隱形戰隊》主題曲，編）
- 溫拿樂隊 - 兄弟（編、監）
- 溫拿樂隊 - 身邊還有你（編、監）
- 溫拿樂隊 - 小青柑（編、監）
- 溫拿樂隊 - 狂loop的新歌（編、監）
- 詹天文 - 原來寂寞得多（《新四十二章》插曲，編）
- 龍婷、丁文俊 - 萬水千山縱橫（《天龍八部》主題曲，編）
- 聲夢傳奇1學員 - 拼圖（編）

#### 2024年
- AGA - DRUNK DIAL（編）
- AGA - 沒有咖啡的喫茶店（編）
- 張敬軒 - 青春告別式（編）
- 羅天宇、吳若希 - 再見枕邊人（《再見·枕邊人》插曲）
- 嚴勵行、伙石間 - 我是祢僕人（曲、編、監）
- 嚴勵行、ZiON NOiZ - 到那日（曲、編、監）
- 嚴勵行 - 從那天起（曲、詞、編、監）
- 嚴勵行、香港基督徒音樂事工協會 - 晝夜唱頌（曲、編、監）
- 嚴勵行、播道會同福堂敬拜隊 - 單單向你（曲、編、監）
- 嚴勵行、悅雨音樂 - 好牧人（曲、編、監）
- 嚴勵行、鹹蛋音樂事工 - 恩典（曲、編、監）
- 嚴勵行、永恆音樂事工 - 縱沒法看清（曲、編、監）
- 嚴勵行、黃劍文、Home of Artists - 越行越近（曲、編、監）
- 嚴勵行、The Bridge Music - 過去今天永遠（曲、編、監）
- 嚴勵行、玻璃海樂團 - 超出預計的愛（曲、編、監）
- 亞洲青年管弦樂團校友台灣幫 - 手牽手（編）
- HANA - 萬年（《與鳳行》香港主題曲）（編）
- HANA - 愛失去以後（《長相思2》香港主題曲）（編）
- 李浩軒 - 單程線（編）
- 鄧小巧 - 討好式戀愛（編）
- 黃劍文、葉巧琳 - 盡頭重遇你（曲、編、監）
- 黃劍文 - 默默（編、監）
- 古巨基 - 就算天空塌下來（編）（《巾幗梟雄之懸崖》主題曲）
- 黎耀祥、胡定欣 - 紅蝴蝶（編）（《巾幗梟雄之懸崖》插曲）

#### 2025年
- 余浩斌 - 不抱歉的練習（編）
- 林智樂 - 完全因你（編）
- 康志維 - 不想太多（編）（《我愛九龍城》插曲）

## 演出作品

### 音樂劇

#### 為你鍾情音樂劇
| 日期             | 名稱              | 参与                                     |
| 2024年8月16-25日 | Cafe I Do Musical | 音樂總監，主題曲《盡頭重遇你》製作及作曲 |

### 電視劇

#### 無綫電視
| 首播   | 名稱     | 角色   |
| 2021年 | 青春本我 | 莊力賢 |

### 綜藝節目

#### 無綫電視
| 首播   | 名稱      | 備註                 |
| 2021年 | 聲夢傳奇  | 音樂總監、鋼琴／鍵盤 |
| 2022年 | 聲夢傳奇2 | 音樂總監、鋼琴／鍵盤 |

#### 創世電視
| 首播   | 名稱                   | 備註       |
| 2022年 | 天下華人唱出好詩歌大賽 | 決賽評審團 |

## 演唱會音樂總監
| 年份 | 日期                      | 歌手                                   | 演唱會名稱                                                               | 國家、城市                          |
| ---- | ------------------------- | -------------------------------------- | ------------------------------------------------------------------------ | ----------------------------------- |
| 2006 |                           | 張崇基、張崇德                         | 2ssential 演唱會                                                         | 香港                                |
| 2007 |                           | 鄧麗欣                                 | 看透鄧麗欣演唱會                                                         | 香港                                |
| 2008 |                           | 林志美                                 | 林志美永遠動聽音樂會                                                     | 香港                                |
| 2008 | 8月1日                    | 張敬軒                                 | 903 id club 拉闊變奏廳                                                   | 香港九龍灣國際展貿中心匯星Star Hall |
| 2009 | 2月15日                   | 張敬軒                                 | 新城唱好張敬軒情「軒」一發音樂會                                         | 香港會議展覽中心 HALL 5BC           |
| 2009 | 9月21-22日                | 張敬軒                                 | Unplugged第1樂章音樂會                                                   | 中国廣州                            |
| 2009 | 11月26日                  | 張敬軒                                 | 「軒」動心情 心之旅                                                      | 美国拉斯維加斯凱薩皇宮Coliseum      |
| 2009 | 11月27日                  | 張敬軒                                 | 「軒」動心情 心之旅                                                      | 美国大西洋城印度宮殿大賭場體育館    |
| 2010 | 2月12-15日                | 張敬軒                                 | 「軒」動心弦演唱會                                                       | 香港紅磡香港體育館                  |
| 2010 | 5月6日                    | 張敬軒、林宥嘉、側田                   | 903 id club拉闊音樂會 張敬軒x林宥嘉x側田                                 | 香港會議展覽中心 HALL 5BC           |
| 2010 | 10月2日                   | 張敬軒、關楚耀、G.E.M.、周筆暢、張芸京 | 新城超實力唱將音樂會                                                     | 香港亞洲國際博覽館Arena             |
| 2010 | 9月21日                   | 陳慧嫻                                 | 2010年激情盛放亞細亞（Asia）巡迴演唱會                                   | 中国佛山                            |
| 2010 | 11月25日                  | 張敬軒                                 | 「軒」動心弦演唱會                                                       | 美国拉斯維加斯凱薩皇宮Coliseum      |
| 2010 | 11月26日                  | 張敬軒                                 | 「軒」動心弦演唱會                                                       | 美国大西洋城印度宮殿大賭場體育館    |
| 2010 | 12月24日                  | 梁詠琪                                 | 北京G夜演唱會                                                            | 中国北京                            |
| 2011 | 2月26-27日                | 梁詠琪                                 | 香港G夜演唱會                                                            | 香港                                |
| 2011 | 4月2日                    | 張敬軒                                 | 「軒」動心弦演唱會                                                       | 新加坡名勝世界宴會廳                |
| 2011 | 6月5日                    | 張敬軒、孫耀威、吳建豪                 | 【恒生勁爆 Music World】新城極品好男聲對唱音樂會                         | 香港會議展覽中心 HALL 5BC           |
| 2011 | 6月19日                   | 鄭融                                   | Neway Music Live X 鄭融                                                  | 香港                                |
| 2011 | 7月30日                   | 張敬軒                                 | 「軒」動心弦演唱會                                                       | 澳門威尼斯人金光綜藝館              |
| 2011 | 8月16日                   | 許廷鏗                                 | Neway Music Live X 許廷鏗                                                | 香港                                |
| 2011 | 9月1日                    | 關菊英                                 | 是她也是關菊英演唱會                                                     | 香港                                |
| 2011 | 11月4-6日                 | 張敬軒                                 | 港樂 X 張敬軒交響音樂會                                                  | 香港九龍灣國際展貿中心匯星Star Hall |
| 2011 | 11月29日                  | 鄭欣宜                                 | Neway Music Live X 鄭欣宜                                                | 香港                                |
| 2011 | 11月30日                  | DEAL、韋雄、Hotcha、鄺祖德             | Neway Music Live X Hot Stars Party                                       | 香港                                |
| 2012 | 3月17日                   | 張敬軒、張智霖、蘇永康、林育群         | 新城唱好靚聲最強音樂會                                                   | 香港會議展覽中心 HALL 5BC           |
| 2012 | 4月21日                   | 張敬軒                                 | 張敬軒 X 廣交交響音樂會                                                  | 中国廣州體育館                      |
| 2012 | 5月4-5日                  | 群星                                   | 鄧智偉平行回憶演唱會                                                     | 香港                                |
| 2012 | 9月1日                    | 鄭融                                   | Neway Music Live X 鄭融                                                  | 香港                                |
| 2012 | 10月4日                   | 張敬軒、側田、KellyJackie、鄭欣宜      | 迪士尼動漫金曲演唱會                                                     | 中国東莞松山湖廣場                  |
| 2012 | 11月23-24日               | C AllStar                              | C AllStar 2012 C AllLive                                                 | 香港                                |
| 2012 | 12月29日                  | 陳僖儀                                 | Neway Music Live X 陳僖儀                                                | 香港                                |
| 2013 | 2月23日                   | 張敬軒                                 | 張敬軒 x 廣交佛山新春演唱會                                              | 中国佛山嶺南明珠體育館              |
| 2013 | 8月22-23日                | 鍾嘉欣                                 | 詩琳鍾嘉欣Love Love Love演唱會                                           | 香港九龍灣國際展貿中心匯星Star Hall |
| 2013 | 10月9日                   | 譚詠麟、李克勤                         | 左麟右李左Friend右Band大派對                                             | 香港                                |
| 2013 | 12月6-15日                | 譚詠麟、李克勤                         | 左麟右李2013演唱會之香港有聲音                                           | 香港                                |
| 2013 | 12月27日                  | 張敬軒                                 | 張敬軒無限旅程世界巡迴演唱會2013                                         | 中国廣州體育館                      |
| 2013 | 12月28-29日               | 許廷鏗                                 | 許廷鏗時光演唱會2013                                                     | 香港                                |
| 2014 | 3月8日                    | 譚詠麟、李克勤                         | 左麟右李十週年世界巡迴演唱會                                             | 中国廣州                            |
| 2014 | 4月26日                   | 譚詠麟、李克勤                         | 左麟右李十週年世界巡迴演唱會                                             | 中国南寧                            |
| 2014 | 5月1日                    | 譚詠麟、李克勤                         | 左麟右李十週年世界巡迴演唱會                                             | 中国北京                            |
| 2014 | 5月31日                   | 譚詠麟、李克勤                         | 左麟右李十週年世界巡迴演唱會                                             | 马来西亚吉隆坡                      |
| 2014 | 7月26日                   | 譚詠麟、李克勤                         | 左麟右李十週年世界巡迴演唱會                                             | 澳門                                |
| 2014 | 8月16日                   | 譚詠麟、李克勤                         | 左麟右李十週年世界巡迴演唱會                                             | 中国上海                            |
| 2014 | 8月23日                   | 譚詠麟、李克勤                         | 左麟右李十週年世界巡迴演唱會                                             | 中国溫州                            |
| 2014 | 8月30日                   | 譚詠麟、李克勤                         | 左麟右李十週年世界巡迴演唱會                                             | 中国深圳                            |
| 2014 | 9月6日                    | 譚詠麟、李克勤                         | 左麟右李十週年世界巡迴演唱會                                             | 新加坡                              |
| 2014 | 10月4日                   | 譚詠麟、李克勤                         | 左麟右李十週年世界巡迴演唱會                                             | 悉尼                                |
| 2014 | 10月6日                   | 譚詠麟、李克勤                         | 左麟右李十週年世界巡迴演唱會                                             | 墨爾本                              |
| 2014 | 10月24-26日               | 張敬軒                                 | Hins Live in Passion 張敬軒演唱會                                        | 香港紅磡香港體育館                  |
| 2014 | 11月22日                  | 譚詠麟、李克勤                         | 左麟右李十週年世界巡迴演唱會                                             | 中国佛山                            |
| 2014 | 11月28-29日               | 關心妍                                 | 《說》演唱會2014                                                         | 香港                                |
| 2014 | 12月13日                  | 譚詠麟、李克勤                         | 左麟右李十週年世界巡迴演唱會                                             | 中国自貢                            |
| 2014 | 12月23日                  | 陳潔麗                                 | 《詩情歌意》2014演唱會                                                   | 香港                                |
| 2015 | 1月17日                   | 譚詠麟、李克勤                         | 左麟右李十週年世界巡迴演唱會                                             | 中国中山                            |
| 2015 | 3月28日                   | 譚詠麟、李克勤                         | 左麟右李十週年世界巡迴演唱會                                             | 中国东莞                            |
| 2015 | 5月2日                    | 譚詠麟、李克勤                         | 左麟右李十週年世界巡迴演唱會                                             | 中国南宁                            |
| 2015 | 7月4日                    | 譚詠麟、李克勤                         | 左麟右李十週年世界巡迴演唱會                                             | 中国深圳                            |
| 2015 | 7月12日                   | 譚詠麟、李克勤                         | 左麟右李十週年世界巡迴演唱會                                             | 中国重庆                            |
| 2015 | 7月25日                   | 譚詠麟、李克勤                         | 左麟右李十週年世界巡迴演唱會                                             | 中国广州                            |
| 2016 | 2月27日                   | 張敬軒                                 | Hins Live in Passion 張敬軒澳門演唱會                                    | 澳門威尼斯人金光綜藝館              |
| 2016 | 3月11日                   | 顧芮寧                                 | 顧芮寧Elaine Koo X Friends芮不可擋音樂會                                 | 香港                                |
| 2017 |                           | 梁詠琪                                 | 梁詠琪好時辰世界巡遊演唱會                                               | 各地                                |
| 2018 | 2月10日                   | 陳曉東                                 | 陳曉東 Plant XT 世界巡遊演唱會                                           | 澳門                                |
| 2018 | 2月18日                   | 張敬軒、泳兒                           | Hins Cheung, Vincy Chan Concert in Reno 張敬軒, 泳兒雷諾演唱會           | 美国雷諾Reno Ballroom               |
| 2018 | 5月4-5日                  | 梁詠琪                                 | 梁詠琪好時辰世界巡遊演唱會                                               | 香港                                |
| 2018 | 6月14-19日                | 張敬軒                                 | HINSIDEOUT張敬軒演唱會                                                   | 香港紅磡香港體育館                  |
| 2019 | 8月24-25日                | 菊梓喬                                 | 只想與你在一起演唱會                                                     | 香港                                |
| 2020 | 11月22-29日               | 張敬軒                                 | 張敬軒 X 香港中樂團《盛樂》演唱會                                        | 香港紅磡香港體育館                  |
| 2021 | 8月12-15日                | TVB                                    | 聲·夢飛行 First Live On Stage演唱會                                      | 香港                                |
| 2021 | 12月20-31日               | 張敬軒                                 | The Next 20 Hins Live in Hong Kong 張敬軒演唱會                          | 香港紅磡香港體育館                  |
| 2022 | 1月1-3日                  | 張敬軒                                 | The Next 20 Hins Live in Hong Kong 張敬軒演唱會                          | 香港紅磡香港體育館                  |
| 2022 | 5月11-29日                | 張敬軒                                 | The Next 20 Hins Live in Hong Kong 張敬軒演唱會                          | 香港紅磡香港體育館                  |
| 2022 | 6月4-5日                  | 關心妍                                 | 關心妍·約·20週年演唱會                                                   | 香港紅磡香港體育館                  |
| 2022 | 5月-10月                  | TVB                                    | 聲夢傳奇2                                                                | 香港                                |
| 2022 | 9月2-3日                  | 香港管弦樂團                           | 《廖國敏 × JOHNNY YIM｜時光漫遊》音樂會                                  | 香港                                |
| 2022 | 12月23-26日               | 張敬軒                                 | Revisit張敬軒演唱會（Part 1）                                            | 香港會議展覽中心 HALL 5BC           |
| 2023 | 3月16-18日                | 張敬軒                                 | The Prime Classics HINS LIVE in LONDON 張敬軒倫敦演唱會                  | 英国倫敦皇家阿爾伯特音樂廳          |
| 2023 | 4月7-8日                  | 群星                                   | 香港流行文化節2023流行原音音樂會                                         | 香港                                |
| 2023 | 4月20日                   | 關心妍                                 | 關心妍Shine妍亮福音慈善演唱會2023                                        | 香港                                |
| 2023 | 6月5-17日                 | 張敬軒                                 | Revisit張敬軒演唱會（Part 2）                                            | 香港會議展覽中心 HALL 5BC           |
| 2023 | 7月1日                    | 張敬軒                                 | The Next 20 HINS CHEUNG LIVE AROUND THE WORLD 張敬軒巡迴演唱會           | 美国拉斯維加斯美高梅大花園體育館    |
| 2023 | 7月3日                    | 張敬軒                                 | The Next 20 HINS CHEUNG LIVE AROUND THE WORLD 張敬軒巡迴演唱會           | 美国雷諾Reno Event Center           |
| 2023 | 7月8日                    | 張敬軒                                 | The Next 20 HINS CHEUNG LIVE AROUND THE WORLD 張敬軒巡迴演唱會           | 美国紐約瑞銀體育館                  |
| 2023 | 11月1日                   | 張敬軒                                 | The Next 20 HINS CHEUNG LIVE AROUND THE WORLD 張敬軒巡迴演唱會           | 墨爾本瑪格麗特·考特體育館           |
| 2023 | 11月3日                   | 張敬軒                                 | The Next 20 HINS CHEUNG LIVE AROUND THE WORLD 張敬軒巡迴演唱會           | 美国悉尼Aware Super Theatre         |
| 2023 | 11月18日                  | 張敬軒、林家謙                         | 拉闊音樂會 張敬軒 x 林家謙《The Perfect Match》                          | 香港亞洲國際博覽館Arena             |
| 2023 | 12月15-17、22-25、29-31日 | 張敬軒                                 | The Prime Classics HINS LIVE in MACAU 張敬軒澳門演唱會                   | 澳門倫敦人綜藝館                    |
| 2024 | 1月5-7、13日              | 張敬軒                                 | The Prime Classics HINS LIVE in MACAU 張敬軒澳門演唱會                   | 澳門倫敦人綜藝館                    |
| 2024 | 3月16日                   | 張敬軒                                 | The Next 20 HINS CHEUNG LIVE AROUND THE WORLD 張敬軒巡迴演唱會．新加坡站 | 新加坡名勝世界宴會廳                |
| 2024 | 4月7日                    | 張敬軒、RubberBand                     | 春浪音樂節 • 香港站                                                      | 香港AXA安盛 x Wonderland 竹翠公園   |

## 所獲獎項
| 年份 | 頒獎單位                         | 獎項                         | 得獎歌曲／專輯           |
| ---- | -------------------------------- | ---------------------------- | ------------------------ |
| 2004 | 第16屆CASH流行曲創作大賽         | 冠軍                         | 嚴勵行 - 黑洞            |
| 2010 | 2009年度十大勁歌金曲頒獎典禮     | 最佳編曲                     | 林峯 - 如果時間來到      |
| 2012 | 第三十四屆十大中文金曲頒獎音樂會 | 優秀金曲作曲獎               | 張敬軒 - P.S. I Love You |
| 2013 | 2012年度十大勁歌金曲頒獎典禮     | 最佳歌曲監製                 | 鍾嘉欣 - 預防針          |
| 2015 | 2014年度叱咤樂壇流行榜頒獎典禮   | 叱咤樂壇編曲人大獎           | 不適用                   |
| 2015 | 第三十七屆十大中文金曲頒獎音樂會 | 優秀金曲作曲獎               | 張敬軒 - 青春常駐        |
| 2015 | 第二屆粵語歌曲排行榜頒獎典禮     | 最受歡迎唱片監製             | 不適用                   |
| 2024 | 2023年度叱咤樂壇流行榜頒獎典禮   | 叱咤樂壇至尊歌曲大獎（監製） | 張敬軒 - 隱形遊樂場      |

## 著作
- 《音樂遊樂場》（三聯，2024，ISBN：978-96204-5471-4）[19]

## 外部連結
- 嚴勵行官網（页面存档备份，存于）
- 嚴勵行 Official Instagram
- 嚴勵行 JOHNNY YIM facebook group（页面存档备份，存于）
- 嚴勵行微博（页面存档备份，存于）